# Phaeoses pileigera
Phaeoses pileigera är en fjärilsart som beskrevs av Edward Meyrick 1913. Phaeoses pileigera ingår i släktet Phaeoses och familjen äkta malar. Inga underarter finns listade i Catalogue of Life.